# Эйгес, Олег Константинович
Олег Константинович Эйгес (13 мая 1905, Москва — 6 января 1992, Москва) — советский композитор, пианист, музыкальный педагог.

## Биография
Родился 30 апреля (по старому стилю) 1905 года в семье композитора Константина Романовича Эйгеса (1875—1950) и врача Екатерины Петровны Эйгес (в девичестве Козишниковой, 1877—1951). Внук врача, драматурга, статского советника Рувима Манасиевича Эйгеса и переводчицы Софии Иосифовны Эйгес; племянник переводчицы А. Р. Эйгес, математика и философа В. Р. Эйгеса, математика и литературоведа А. Р. Эйгеса, педагога-методиста Н. Р. Эйгес, литературоведа И. Р. Эйгеса, художника В. Р. Эйгеса и поэтессы Е. Р. Эйгес.
Учился игре на фортепиано под руководством отца. В 1925 году окончил Государственный музыкальный техникум имени Ярошевского, изучал композицию под руководством Г. И. Литинского, В. Я. Шебалина и Н. С. Жиляева. Был оставлен преподавать в Музыкальный техникуме имени Ярошевского. Совершенствовался в игре на фортепиано в Берлине у Эгона Петри (1928—1929). Окончил экстерном Московскую консерваторию по классу композиции в 1930 году и аспирантуру при ней в 1939 году по классу композиции А. Н. Александрова.
С 1927 года выступал как солирующий пианист, в репертуаре — произведения Моцарта, Бетховена, Шопена, Листа, Скрябина, Метнера, а также собственный сочинения и сочинения отца. С 1930 года работал аккомпаниатором и преподавателем фортепиано в балетном техникуме, затем в передвижном театре «Художественный сказ», где писал музыку для спектаклей; одновременно работал в ЦДКА (Центральный дом Красной Армии имени М. В. Фрунзе) и в оркестре С. А. Чернецкого.
В 1939—1948 годах преподавал музыкально-теоретические предметы, фортепианное мастерство и композицию в Свердловской консерватории (на кафедре композиции, специальной и общей теории и истории музыки, вёл у музыковедов курсы анализа музыкальных произведений, чтения партитур, инструментовки, семинары по гармонии, с 1945 года доцент), в результате кампании по «борьбе с формализмом» был уволен из консерватории (1948). В 1949—1958 годах преподавал в Горьковской консерватории (доцент и заведующий кафедрой), в 1959—1974 годах — на кафедрах композиции и камерного ансамбля в Музыкально-педагогическом институте имени Гнесиных.
Первые нотные публикации появились в 1928 году. Среди сочинений О. К. Эйгеса опера «Воскресение» (1967, по Л. Н. Толстому), 20 симфоний (1930—1987), симфония-кантата на слова М. Голодного и Г. Лонгфелло (1945), концерты для различных инструментов с оркестром (для фортепиано, 1935, 2-я редакция 1952; концертино, 1959; для скрипки, 1953), камерно-инструментальные ансамбли, фортепианные и вокальные произведения, в том числе десять фортепианных сонат (1926—1979), сонаты с фортепиано для скрипки (1963), виолончели (1947), фортепианное трио (1939), струнный квартет (1947), фортепианный квинтет (1961), две баллады (1928, 1940), песни. Ряд произведений остались неисполненными. Оставил воспоминания. Среди учеников — Е. П. Родыгин, В. А. Гевиксман, Н. М. Пузей, Г. В. Чернов.
Похоронен на Введенском кладбище (6 уч.).

## Семья
- Брат — художник Сергей Константинович Эйгес (1910—1944).
  - Племянница — Наталья Сергеевна Эйгес (род. 1934), генетик и селекционер.
- Сын — Алексей Олегович Эйгес (род. 1940), график; дочери — Ирина и Тамара.
- Двоюродные сёстры — художницы Ольга Вячеславовна Эйгес и Тамара Владимировна Эйгес.